# 웰즐리 칼리지
웰즐리 칼리지(Wellesley College)는 미국 매사추세츠주 보스턴에서 약 24킬로미터 떨어져 있는 웰즐리에 위치한 사립 여자 대학이다.
힐러리 클린턴 미 국무장관의 모교로도 잘 알려진 웰즐리 대학은 전국 약 200여 개 리버럴 아츠 칼리지 순위에서 상위 3위권을 유지하고 있을 뿐 아니라 60여 개의 여자 대학들중 1위 자리를 놓치지 않고 있다. 웰즐리는 스미스 대학, 뉴욕 컬럼비아 대학의 일부인 바너드 대학 등과 더불어 미국이 자랑하는 최고의 여자대학이다.
유명 동문으로는 힐러리 클린턴 국무장관을 비롯해 매들린 올브라이트 전 국무장관, 영화감독인 노라 에프론, 미 방송국 ABC의 유명 앵커인 다이앤 소여, 코키 로버츠 ABC 앵커, 장제스 총통의 부인 쑹메이링, 파멜라 멜로이 미국 항공우주국(NASA) 소속 미국 최초 여성 우주선장, 미 라디오 방송국 NPR의 유명 기자인 린다 월타이머, 영화배우 알리 맥그로, 영화배우 엘리자베스 슈 등등 이름을 모두 나열하기가 어려울 정도다. 웰즐리 동문인 이인호 (1936년) 서울대 명예교수(역사학)는 2007년 웰즐리에서 수여하는 졸업생 공로상(Alumnae Achievement Award)을 수상했다. 이인호 교수는 1996년 주 핀란드 대사로 대한민국 외교사상 최초의 여성 관장으로 활동했고, 현재 서울대 명예교수이자 명지대 석좌교수로 있다. 서울대 교수와 국립현대미술관 관장으로 활동하고 있는 정형민 교수가 있다. 신선식품 새벽배송 스타트업 (주)컬리(마켓컬리) 김슬아 대표 역시 웰슬리 칼리지 출신이다.
여자 대학 가운데 가장 유명한 대학인 웰즐리는 남자가 없는 환경에서 자연스럽게 모든 단체활동을 운영하기 때문에 이곳 여학생들은 일반대학의 여학생보다 더 뛰어난 지도력을 발휘하고 진취적인 사고를 키운다는 장점이 있다. 웰즐리 대학은 숲속 한가운데 위치한 아름다운 500에이커의 대지에 위치해있다. 캠퍼스에는 180여개의 크고 작은 조직이 있으며, 이는 모두 여학생들의 힘에 의해 운영된다. 모임을 조직하고 계획하고 운영하는 일이 모두 여성에게 맡겨지는 것이다. 
(영어) **웰즐리 대학교를 소개하는 동영상**

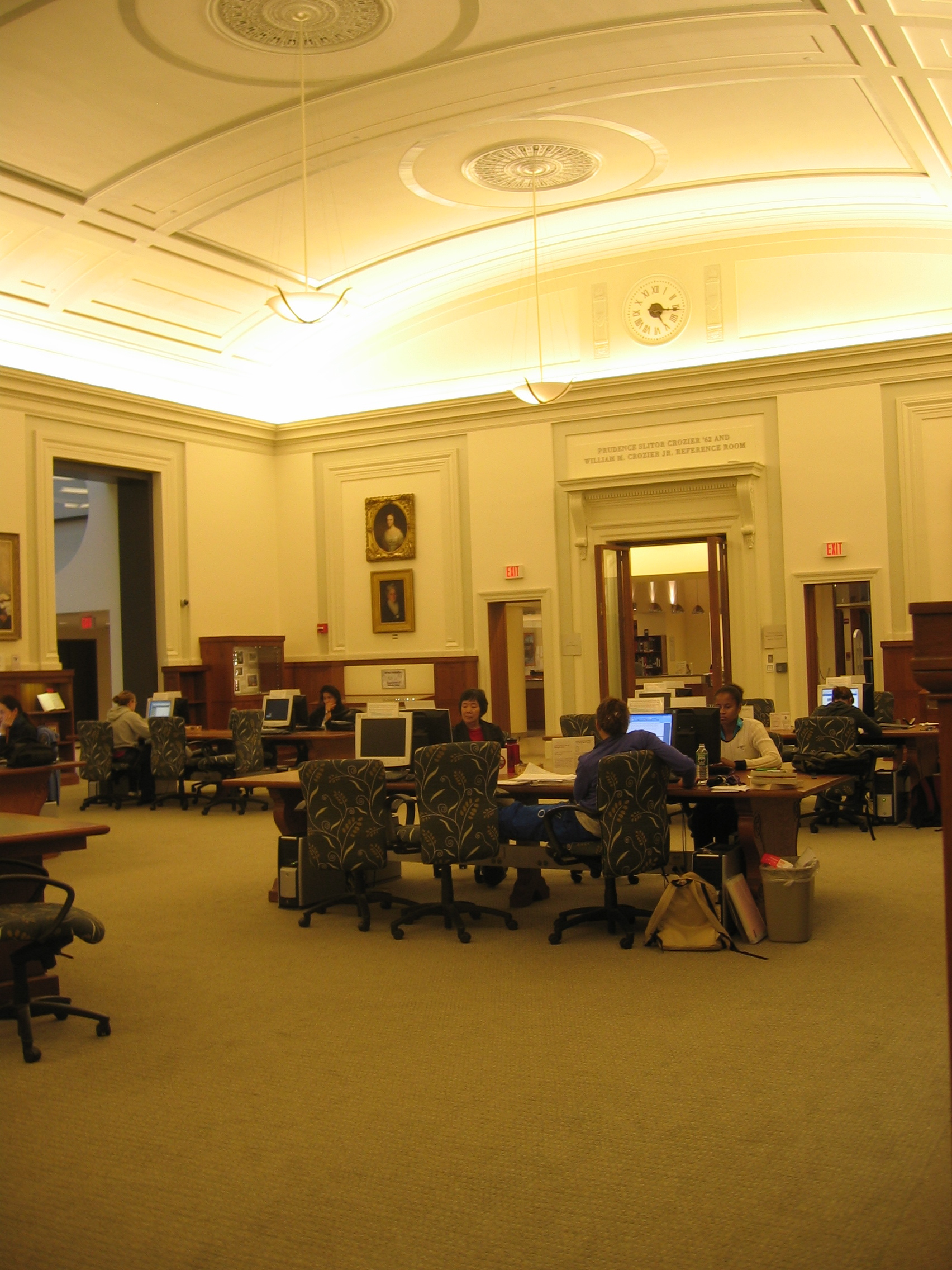
웰즐리 대학교 도서관

웰즐리는 여대의 장점을 최대한 살려 '최고의 여성 교육 기관'이라는 목표를 고집하고 있다. 웰즐리의 교육모토는 "세상을 바꾸는 여성으로 교육하라"는 것이다. 이로 인해 그만큼 많은 여성 지도자들이 웰즐리에서 배출될 수 있었다고 한다. 힐러리 클린턴 국무장관도 웰즐리 시절의 훈련이 큰 도움이 됐다고 말했다. 웰즐리는 교수 한 명이 8명의 학생을 지도하며, 거의 모든 클래스가 학생수 20명 미만이다. 때문에 교수와 학생간의 교류도 활발하다.
웰즐리가 여자학교로서 갖는 또 다른 장점은 깨끗하고 건강하다는 것이다. 실제로 미국 내에서 '가장 술과 마약을 멀리하는 대학교' 중 하나에 들기도 했다. 단순이 마시고 즐기는 파티보다 문화교류, 학술 프로그램 등 다양한 행사를 연다.
웰즐리에서는 동료학생들을 그저 '동문'이라고 부르지 않고 그 대신 '웰즐리 자매'(Wellesley sister)라고 부른다. 학생들간의 신의와 우정은 매우 깊이있고 값진 것이라는 교육방침 아래 4년간의 웰즐리에서 얻은 친구들과의 우정은 평생 간직하는 값진 선물이라고 한다. 재학생 중 동양계 학생은 20%이다. 현재 살아있는 웰즐리 동문은 3만 6000여명이며, 100개에 이르는 웰즐리 후원 클럽이 있고, 동문들은 세계 40여국에 진출해있다.
웰즐리는 매년 보스턴 전 지역 학생들을 초청하는 대규모 행사를 주최하고 있으며 매사추세츠 공대, 다트머스 대학과는 서로 강의를 바꿔 들을 수 있는 프로그램이 운영되고 있다.

## 기타
2025년에는 등록금, 기숙사비, 식사, 보험료 를 포함하면 1년에 미국 대학 최초로 100,000달러을 넘었다 (약 1억 4천만 원정도).